# Олександрівка Перша (Лозівський район)
Олекса́ндрівка Пе́рша — колишнє село Орільської селищної ради Лозівського району,
Харківська область.
Зняте з обліку як таке, де ніхто не проживав, 1997 року.

## Географія
Село знаходилося на лівому березі річки Орілька, за 2 км вище за течією від села Артільне, 2 км нижче за течією — від села Українське. На протилежному березі Орільки — село Лесівка. Неподалік пролягає автошлях Р 79.